# 高鐵大道 (嘉義)

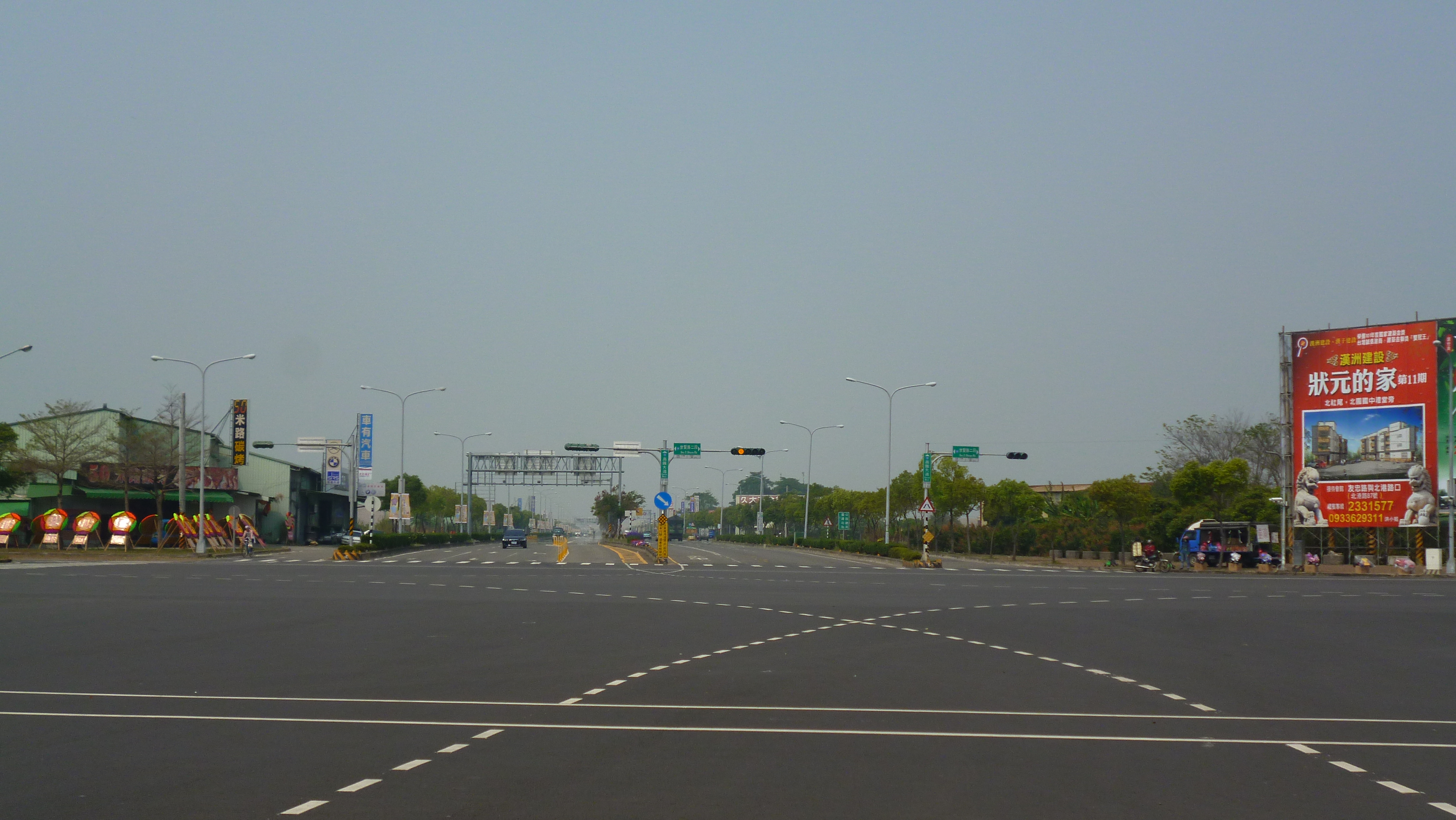
高鐵大道與世賢路路口。

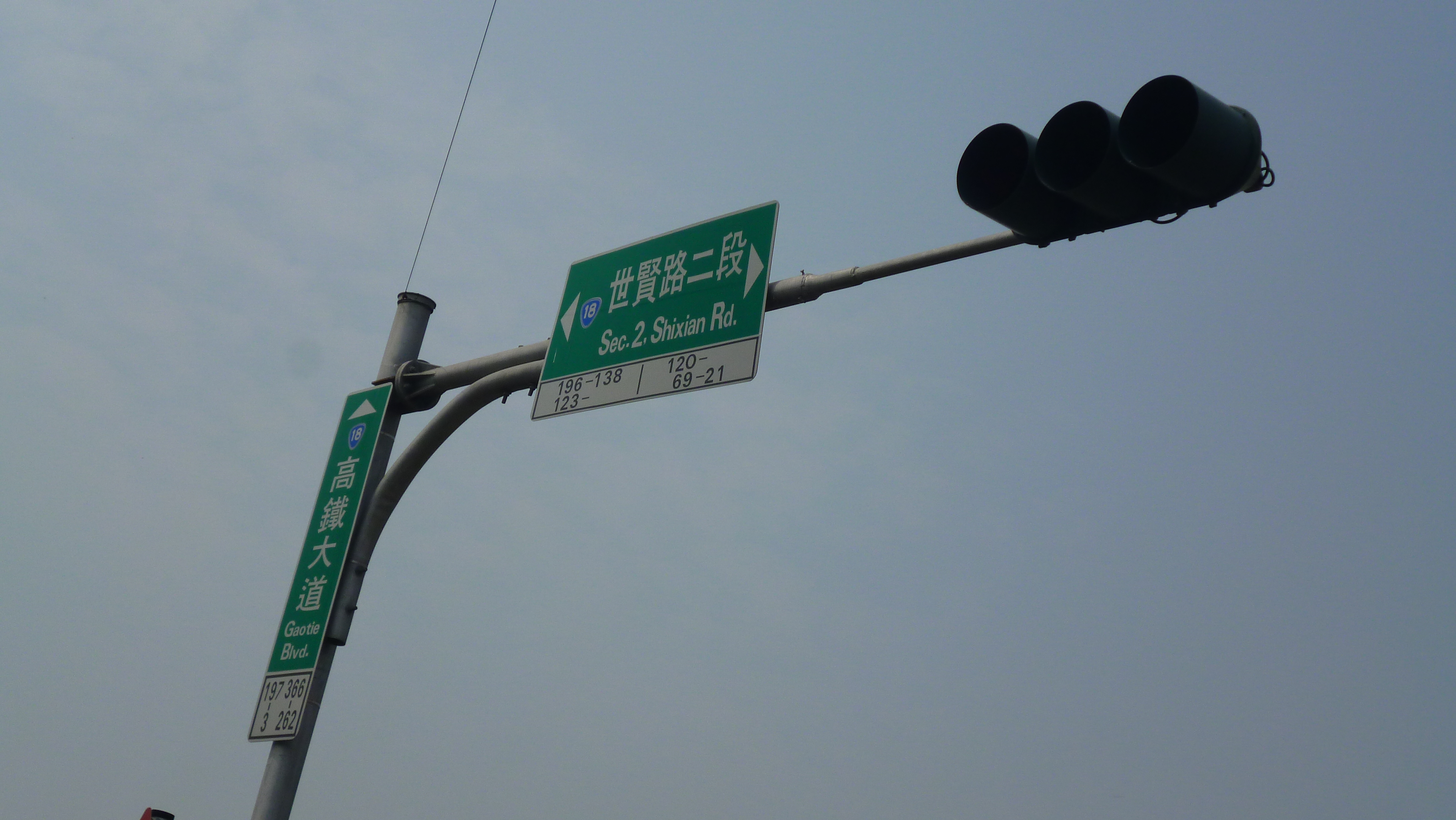
嘉義市政府設置之高鐵大道與世賢路中英文雙語標誌。

高鐵大道（英語：Gaotie Boulevard）為嘉義市和嘉義縣太保市東西向的重要聯外道路之一。起於嘉義縣太保市保鐵一路一段；終於嘉義市西區友忠路。其中太保市高鐵站區至嘉義市世賢路二段間路段隸屬台18線的一部分。高鐵大道為嘉義市與高鐵車站間的聯絡道路。其亦可藉由垂楊大橋與垂楊路銜接，通往嘉義車站前站商業區及垂楊路商圈。

## 行經行政區
（由西至東）
| 縣／市 | 鄉鎮市區 |
| ------ | -------- |
| 嘉義縣 | 太保市   |
| 嘉義市 | 西區     |

## 車道配置
（由西至東）
- 嘉義縣太保市保鐵一路一段－保鐵一路三段：雙向各二車道
- 嘉義縣太保市保鐵一路三段－嘉義市西區世賢路二段：
  - 平面道路路段：
    - 快車道：雙向各二車道和各一公車專用道（全線禁行機慢車）
    - 慢車道：雙向各一車道
    - 設置中央綠化安全島和快慢車道綠化分隔島

  - 橋梁路段（不含橋下道路）：
    - 雙向各二車道和各一公車專用道，並各設有一機慢車道（機慢車僅能行機慢車道）
    - 設置中央安全島和快慢車道分隔島
- 世賢路二段－大同路158巷／福義街：雙向各二車道（內線禁行機慢車），並各設有一機慢車道
- 大同路158巷／福義街－友忠路：雙向各一車道

## 沿線設施
（由西至東）

### 嘉義公車捷運
高鐵大道為嘉義BRT主線路線之一，在規劃時就已保留公車專用道，此路段共設有2站，分別是：
| 車站中文名稱   | 車站英文名稱          | 車站形式 | 車站位置             | 車站圖像 |
| -------------- | --------------------- | -------- | -------------------- | -------- |
| 嘉義交流道東站 | Chiayi Interchange E. | 雙邊設站 | 高鐵大道與埤竹路路口 |          |
| 大溪厝站       | Daxicuo               | 雙邊設站 | 高鐵大道與大溪路路口 |          |

### 其他設施
- 魚寮遺址（嘉義縣太保市）（與嘉64鄉道交叉口）
- 嘉義市農漁業運銷物流中心（嘉義市西區）（埤竹路50號）
- 國立嘉義特殊教育學校（嘉義市西區）（世賢路123號）
- 嘉義市西區港坪國民小學 （页面存档备份，存于）（嘉義市西區）（四維路63號）
- 番仔溝公園（公13）（嘉義市西區）

## 公道一（臺18延伸線）聯絡道路建設計畫[3]

### 工程緣起[4]

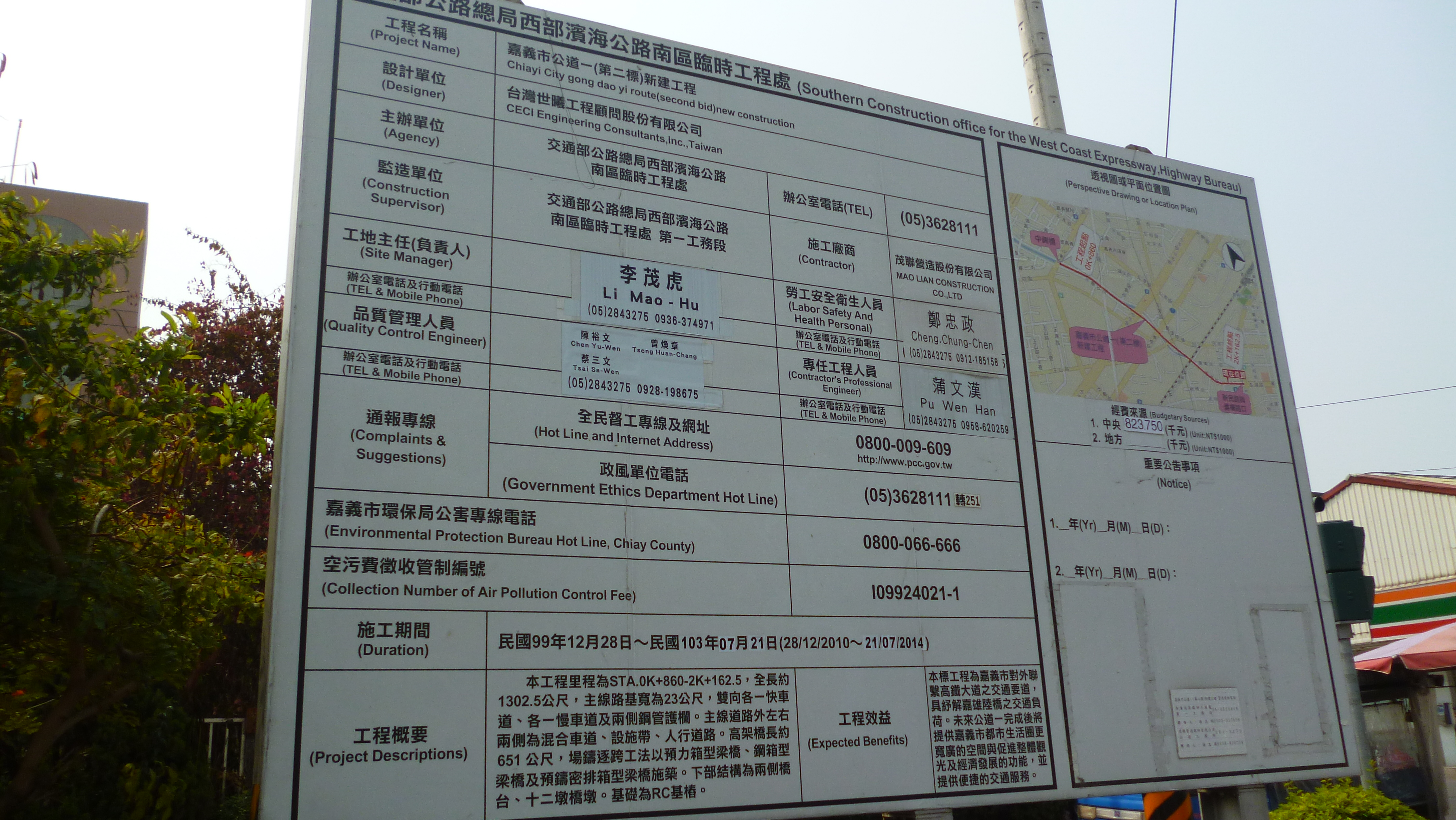
公道一第二標工程告示牌（於垂楊路）

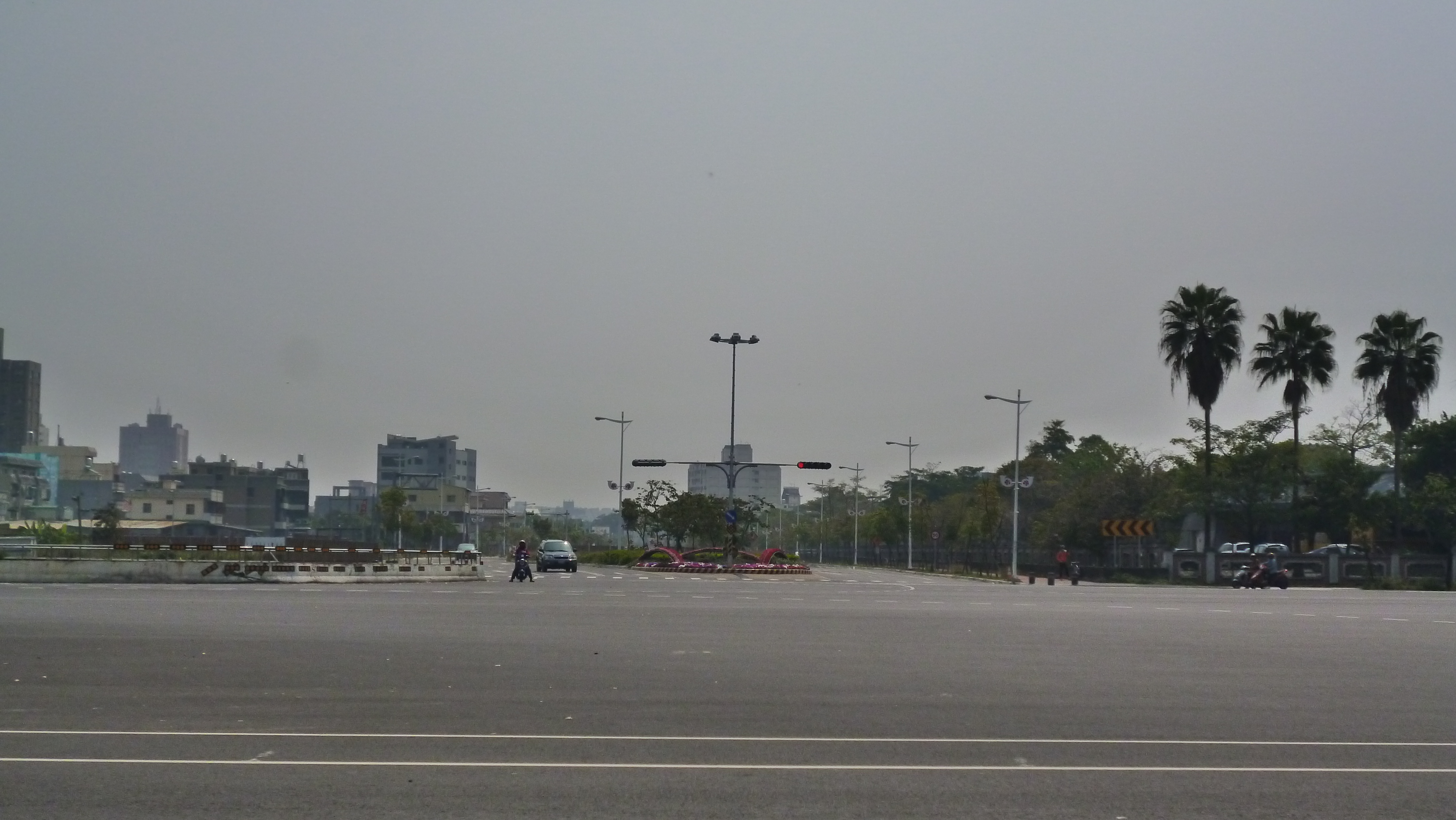
公道一工程起點（世賢路二段與高鐵大道路口）。

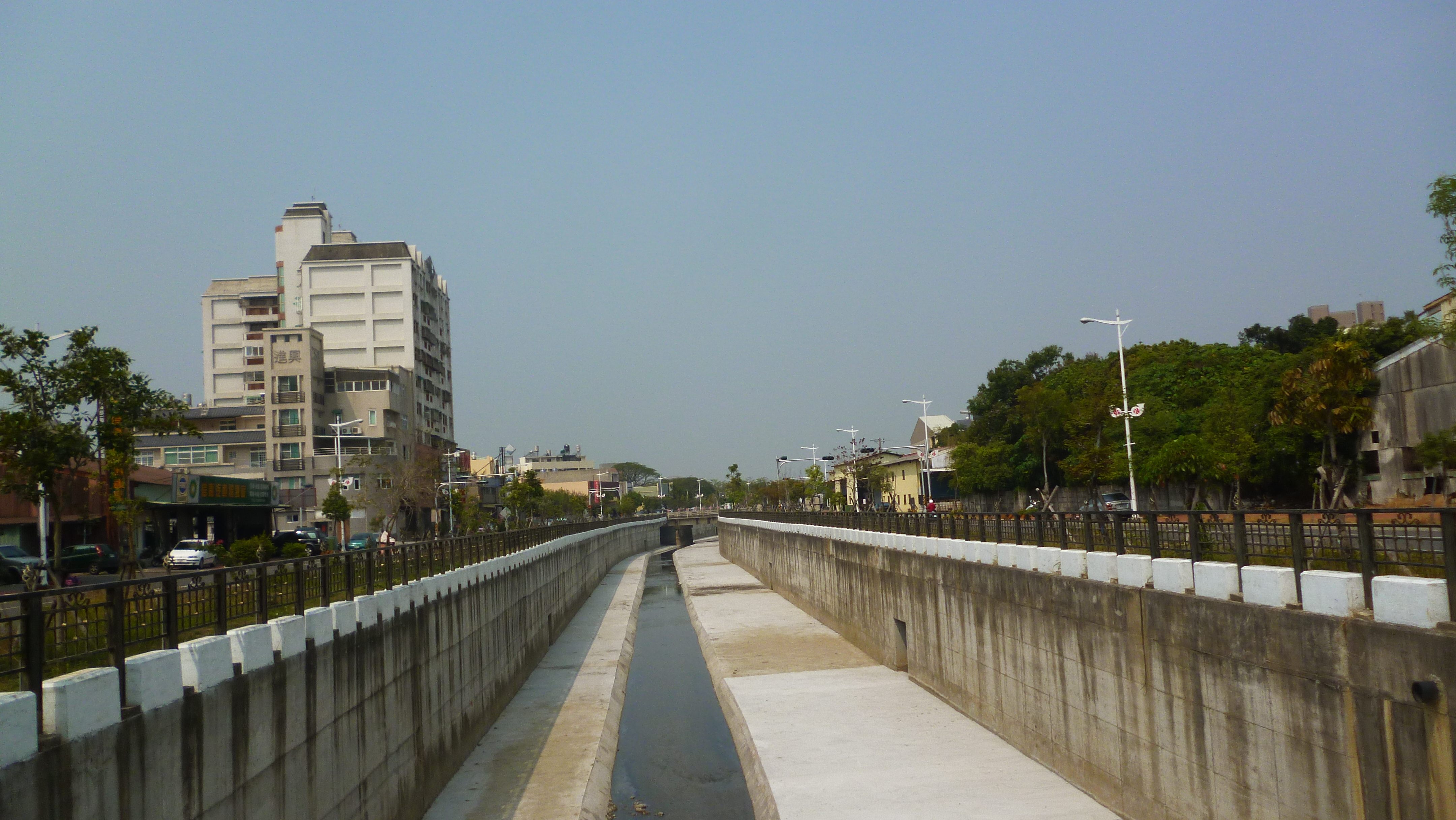
公道一第一標終點（中興路口），中興路為公道一第一標與第二標分界線。

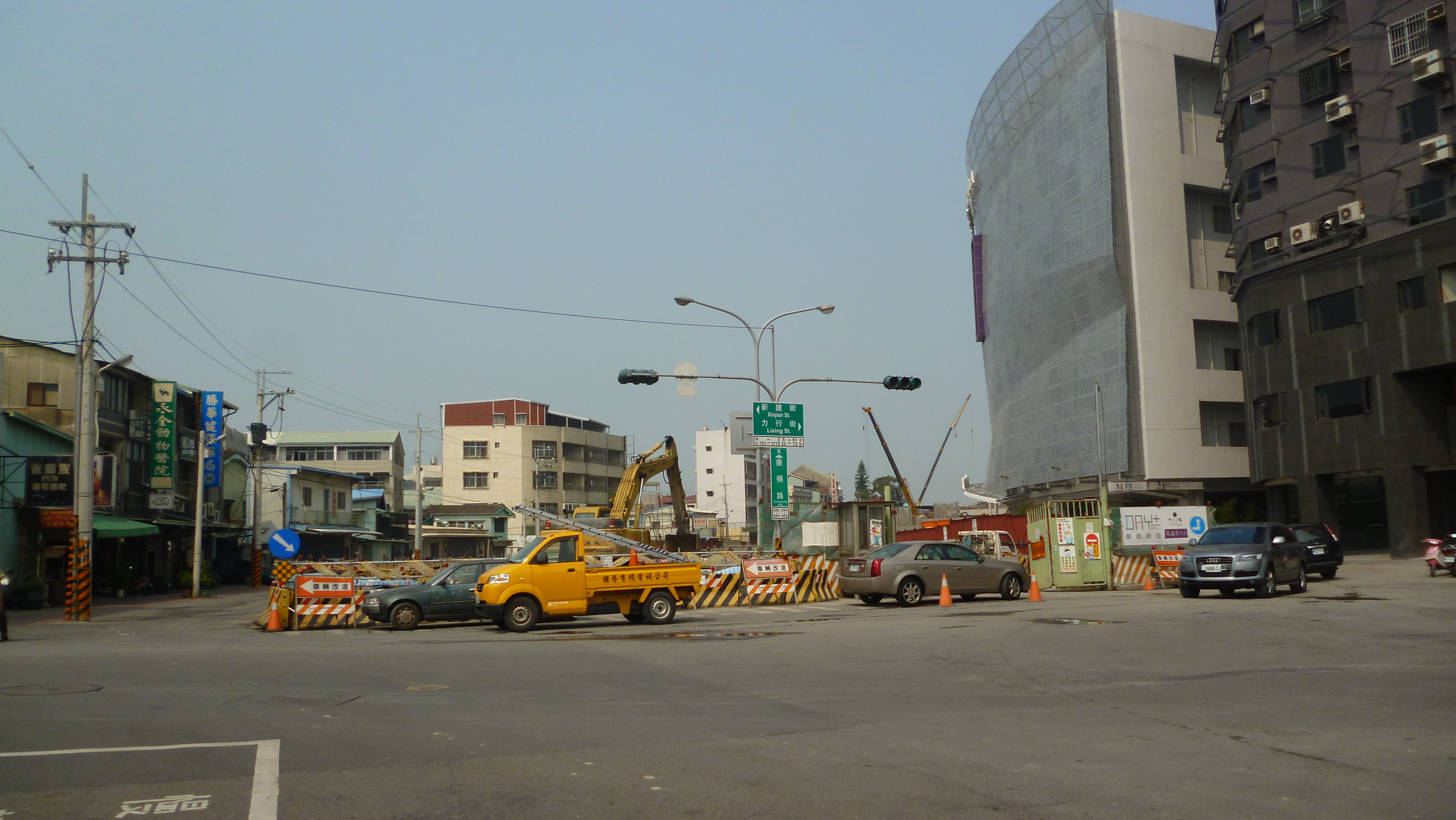
公道一工程終點 (垂楊路與力行街口)。

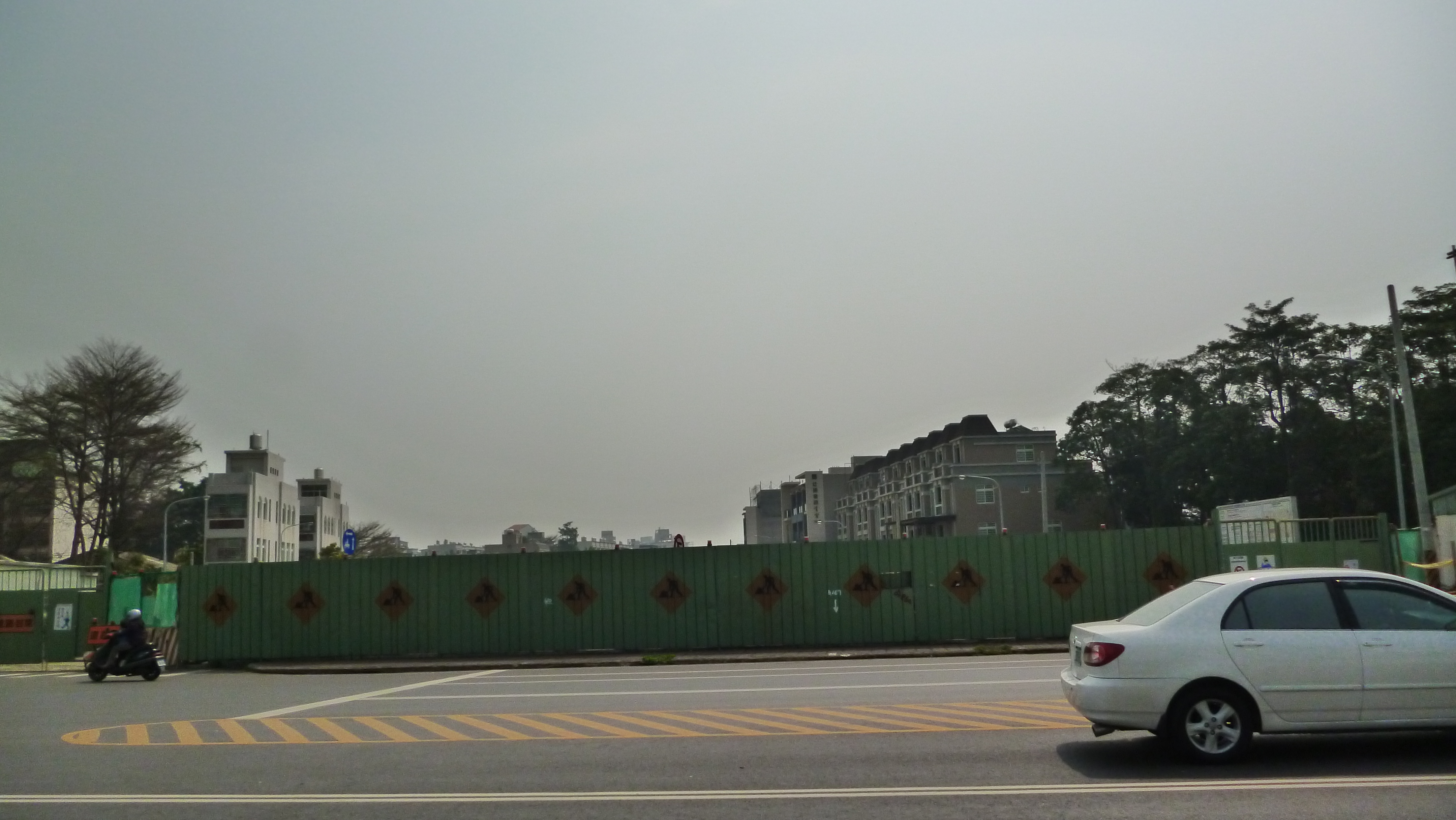
公道一第二標起點（中興路口），中興路為公道一第一標與第二標分界線。

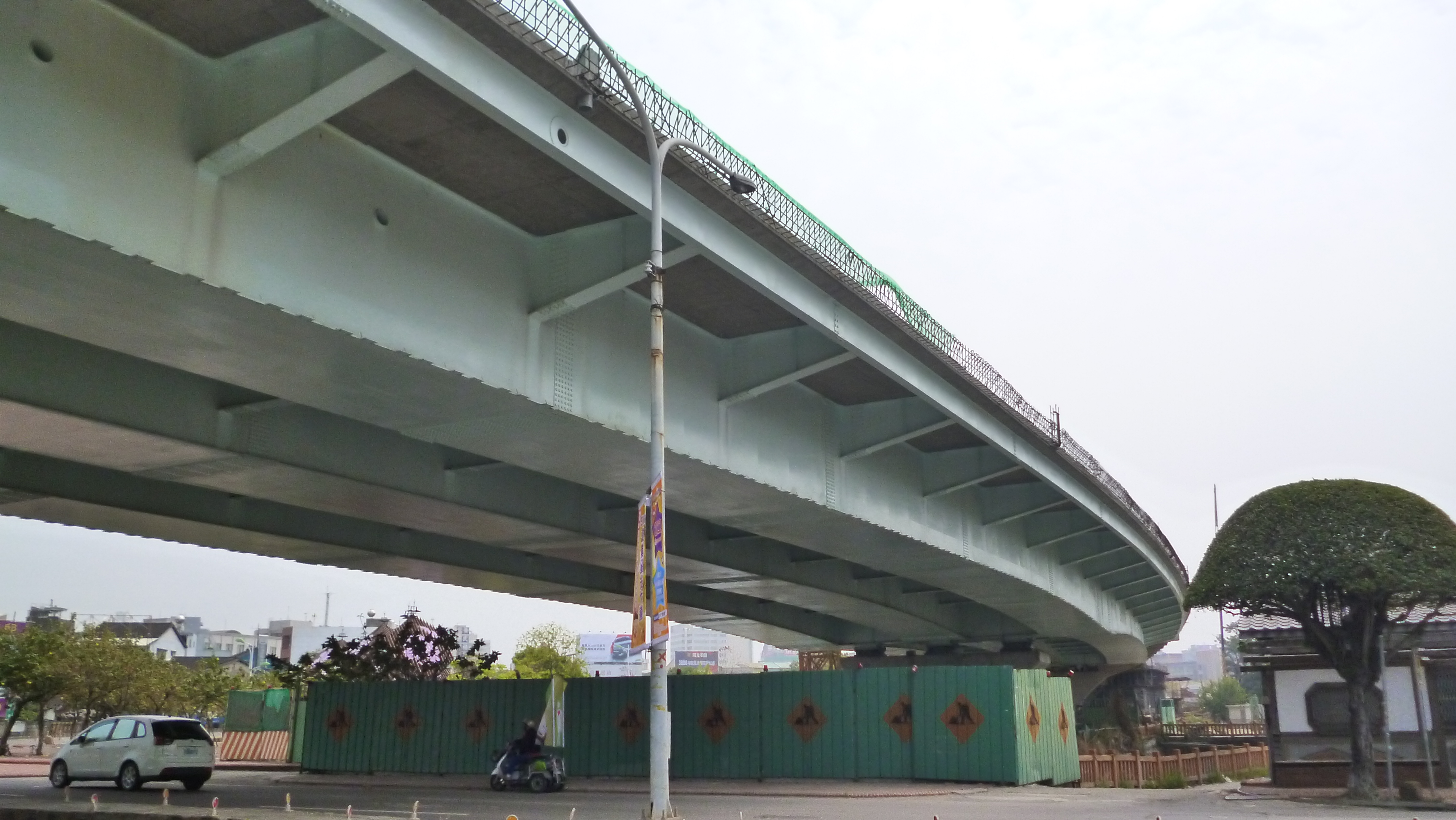
公道一以立體交叉方式通過博愛路。

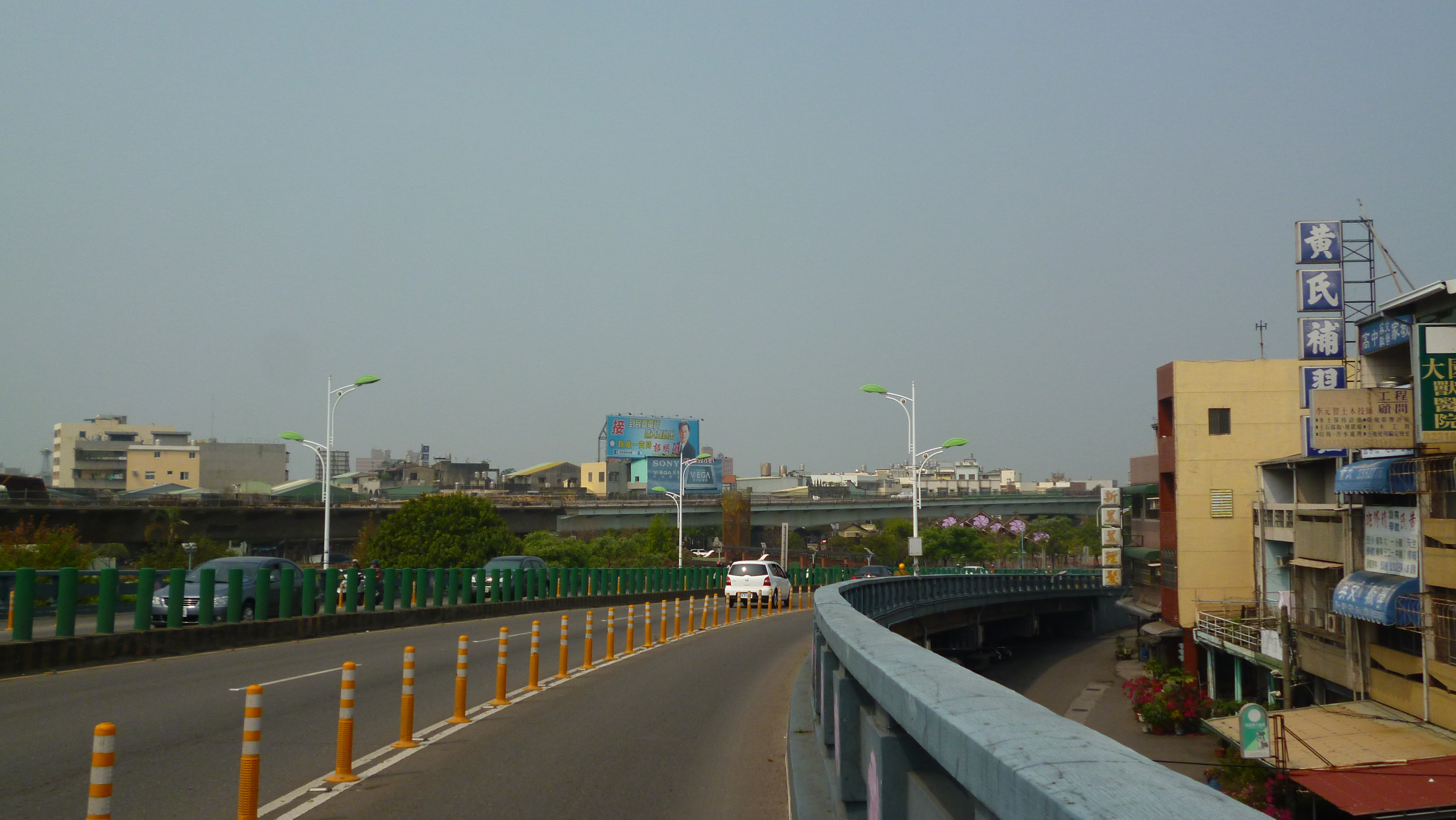
公道一以立體交叉方式通過博愛路以及臺鐵西部幹線縱貫鐵路。

高速鐵路於2006年（民國95年）底通車，為因應高鐵嘉義（太保）車站連接嘉義市之接駁運輸服務（嘉義BRT公車捷運系統）的需要，交通部公路總局特於高鐵嘉義站至嘉義市西側外環道（世賢路）之間興建「高鐵聯外道路太保--嘉義50米道路」，惟其路線並未直接連結至嘉義市之核心發展地區，亦無法使高鐵與臺鐵運輸進行有效整合，致影響嘉義都會區整體運輸效率功能提昇。 基於嘉義都會區整體繁榮及均衡發展需要，嘉義市政府提議延伸上述高鐵50米聯外道路系統進入市中心區，並建議沿「公道一」延伸，以提昇高鐵50米聯外道路之運輸功能；2008年（民國97年）委託辦理「嘉義市公道一綜合規劃」，2009年（民國98年）委託台灣世曦工程顧問公司辦理「嘉義公道一委託測量、設計及地質探查」。本案由嘉義市政府委請交通部公路總局西部濱海公路南區臨時工程處代辦，並於2009年（民國98年）11月18日與得標承攬廠商華村營造公司簽訂工程契約。

### 計畫範圍
公道一聯絡道路建設計畫道路全線皆在嘉義市西區境內，起點由高鐵大道與世賢路二段路口起，平面道路皆在中央大排兩側單向行駛，與興達路、四維路以及中興路平面交叉。從福義街口開始為高架道路起點，與友忠路、博愛路二段及臺鐵西部幹線縱貫線立體交叉，全線終點位在力行街、新建街口，最後銜接至垂楊路。

#### 行經行政區
公道一聯絡道路建設計畫道路範圍皆在嘉義市西區轄區內。

### 沿革

#### 平面道路
公道一為聯結高鐵聯外道路進入嘉義市區的交通要道，嘉義市政府委託交通部公路總局辦理發包、監造及施工，全線沿嘉義市中央排水幹線施作，自世賢路口起跨越臺鐵縱貫鐵路銜接垂楊路至新民路口。其中第一標平面道路拓寬工程於2009年（民國98年）12月21日開工。另外，中興路口以東的第二標高架路段新建工程已於2014年（民國103年）8月完工，全長1,302.5公尺，總工程經費約11億多。預計9月通車後，將可有效疏解博愛路嘉雄路橋交通壅塞情況，並改善沿線景觀，帶動區域經濟發展新契機。

公道一平面段全長860公尺，西起世賢路沿中央排水南、北兩側往東經四維路、僑嘉三街，東迄中興路，總工程費用約1億6千萬；南、北兩側道路路寬各為17公尺，每側各設置二線快車道、一線慢車道，道路外側設置人行道，沿線並廣植草皮及七里香、蜘蛛百合等灌木進行路容綠美化。
嘉義市公道一平面路段歷時2年施工，已於2012年（民國101年）1月1日上午10時平面道路路段全線正式通車。

#### 高架道路
公道一為聯結高鐵聯外道路進入嘉義市區的交通要道，嘉義市政府委託交通部公路總局辦理發包、監造及施工，全線沿嘉義市中央排水幹線施作，自世賢路口起跨越縱貫鐵路銜接垂楊路至新民路口。其中第二標高架道路興建工程於2011年（民國100年）1月23日開工，自中興路口起，沿途經過福義街、友忠路、博愛路二段以及臺鐵西部幹線縱貫線，至新建街、力行街口與垂楊路銜接。2014年（民國103年）4月15日，進行跨越臺鐵西部幹線縱貫線工程，工程期間，為配合臺鐵正常營運，實施夜間高壓斷電措施，從凌晨一點半至四點半，工期為一個月。

嘉義市公道一高架路段歷時3年半的施工，已於2014年（民國103年）8月25日完工，9月13日通車。做為銜接高鐵大道與垂楊路的道路。

#### 道路命名
公道一計劃道路命名分為兩部份，平面道路為高鐵大道延伸，故命名為高鐵大道；高架道路則因考量公道一高架橋自垂楊路出發連結直通高鐵大道，且垂楊一詞蘊涵有在地情感因素，用路人聽其橋名便可以明瞭高架橋所在地、方位，因此取名「垂楊大橋」。
- 第一標平面道路段（含第二標中興路至友忠路口平面道路）：高鐵大道
- 第二標高架道路段：垂楊大橋
- 第二標平面道路段（新建街至臺鐵西部幹線東側）：垂楊路

#### 時程
- 2014年8月25日：公道一（臺18延伸線）聯絡道路建設計畫第二標完工。
- 2014年9月13日：公道一（臺18延伸線）聯絡道路建設計畫全線通車。
- 2014年9月13日：公道一（臺18延伸線）聯絡道路建設計畫第二標通車。

### 工程事故

#### 工區民宅淹水
2013年5月2日，受鋒面影響，嘉義市清晨一場急降雨，造成公道一（臺18延伸線）聯絡道路建設計畫垂楊路工區一帶約九十戶民宅淹水，水深約十至三十公分，災民驚慌搶搬家當，一夜未眠，白天又忙著清洗淹水的家園，擔心天氣不穩定，若下雨又要淹水，大家都「剉咧等！」水災自救會表示，這已是當地繼去年七二五雨災後，再度飽嚐淹水之苦，質疑鄰旁公道一工程施工阻塞水路肇禍，將向包商提告求償。

#### 箱涵落差25公分
2014年3月19日，公道一計畫工程附近住戶質疑箱涵落差25公分，是否會再度淹水。新西社區發展協會總幹事王貴禾與嘉市議員廖天隆至工程現場會勘；承包工程設計的台灣世曦公司回應，考量西側箱涵下游坡度緩，水流速度慢，排水不順，設計時將西側箱涵加高二十五公分作為改善，與東側箱涵高低落差則設有漸變段面，另西側箱涵雖孔數減少為兩孔，但孔寬增加一公尺，經計算足可順暢排水。關於此事件，嘉義市政府做出回應，說明此工程於規劃設計階段，已針對排水構造物之洩水坡度及方向等水理條件進行分析，發現垂楊路尾下游排水坡度非常平緩，水流速度緩慢，排水不順，溝底常有污泥淤積。因此，規劃設計新設雙孔箱涵時將雙孔箱涵底部高程提高25公分，增加下游洩水坡降，提高排水流速，因而可提高排水量；新設雙孔箱涵與既有三孔箱涵之銜接處，以5米長之漸變方式銜接段舊箱涵高程，銜接處採平順銜接，成為一緩坡，並不是高低差斷層設計。此設計在枯水期不會影響排水功能，但遭逢豪大雨時，可使排水流經該處後形成水躍現象，加速排水流速，除增進排水量之外，尚有清淤的功能；舊有3孔箱涵寬度各為5米，深度2.8米，排水段面積為42平方米，新設2孔箱涵寬度各為8米，深度2.8米，排水斷面積為44.8平方米，大於舊有3孔箱涵之排水斷面積，完工後，不僅不會影響垂楊路箱涵原有之排水功能，反而加大了排水斷面積，增加排水流速與大雨清淤之功能，因此，未來只要降雨量未超過原設計之排水容量，決不會有淹水狀況。

#### 鋼樑不慎滑入附近民宅
2014年4月29日，嘉義市公道一（垂楊路直通高鐵大道）新建工程傳出公安意外，工人拆除鋼架時，疑因作業工人疏失，不慎讓整支鋼樑「滑」進一旁民宅，撞破1樓鋁門窗和磁磚，所幸屋主當時不在家，未釀出傷亡，自知理虧的包商已承諾負起全部修復責任。
公道一工程至5月底，每周2至5凌晨1點半到4點，進行跨鐵道橋面吊樑工程，已被附近居民批「根本讓人不用睡」，現又傳出公安意外，再度讓工區安全浮出檯面。
由於施工範圍與居民住處重疊，前天下午包商完成灌漿，進行假設工程鋼架拆除作業時，疑吊掛不慎，其中一支鋼架硬生生撞進民宅，屋主獲報趕回家，看到慘狀嚇了一大跳，自我安慰幸好沒人在家，否則恐鬧出人命。
事後包商坦承作業疏失，表示會負起責任，但意外已引發當地自救會不滿，副會長王貴和質疑包商未架設護欄、護網，施工時又無落實管制措施，居民出出入入「很危險」，要求包商改進。

#### 高架道路路面缺失
2014年9月9日，時任嘉義市市長黃敏惠偕同嘉義市政府官員實勘，發現尚未通車的高架道路柏油路面出現補丁、排水孔不通、鋼筋外露等重大缺失，黃敏惠立即要求施工單位改善。

### 爭議

#### 嘉義市區鐵路高架化計畫
關於公道一高架路段是否興建完後，又因鐵路高架化的興建而拆除，在2009年嘉義市市長選舉前，此計畫為黃敏惠的政見之一，她說：“垂楊路連接高鐵大道的『公道一』高架橋與縱貫鐵路高架化，但這兩案相互矛盾，公道一要花十六億兩千萬元建造，而鐵路高架化後所有高架路橋失去功用，都要拆除，這豈非浪費公帑?”在交通處上傳的模擬影片中，公道一的高架道路路段高度不會超過鐵路高架化計畫高度，因此不會互相衝突。